# August Kitzberg

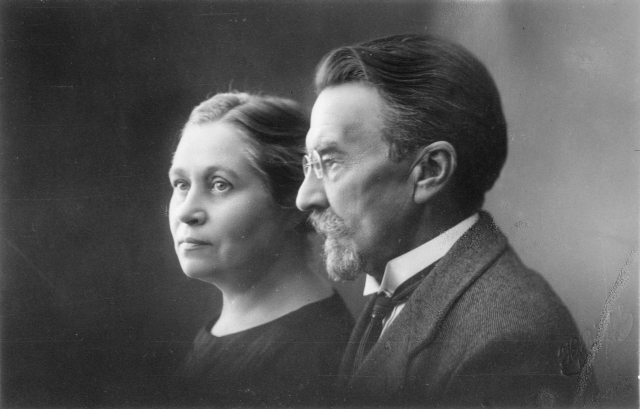
August Kitzberg ze swoją żoną

August Kitzberg (ur. 8 stycznia 1856 w Põlde koło Laatre, zm. 10 października 1927 w Tartu) – estoński pisarz i dramaturg.

## Życiorys
Pochodził z rodziny biednych chłopów. Z powodu trudnych warunków materialnych nie mógł podjąć w dzieciństwie normalnej nauki. Pierwsze dzieła napisał już w latach siedemdziesiątych XIX wieku, lecz jego kariera literacka rozwijała się powoli. Początkowo pracował jako urzędnik gminny, a od 1894 w banku w Dźwińsku. W latach 1901–1904 kierował działem sprzedaży „Postimees”, a w latach 1904–1920 w banku hipotecznym w Dorpacie. W 1920 przeszedł na emeryturę. Jego utwory początkowo były przesiąknięte optymizmem, a zawarta w nich krytyka społeczna ograniczała się do akcentów humorystycznych. Pod wpływem pisarzy-realistów, zawarta w dziełach krytyka społeczna z czasem przybrała na sile. Dzięki współpracy z pierwszym teatrem zawodowym w Estonii „Vainemunde” zyskał miejsce wystawiania sztuki oraz przyjaźń kierownika teatru Karla Menninga, który roztoczył nad Kitzbergiem mecenat artystyczny. Kitzberg przeszedł do historii jako najwybitniejszy estoński dramaturg przełomu wieków, zaś jego dramaty były wystawiane także za granicą.
Zmarł w 1927.

## Wybrane dzieła
- Maimu (1899)
- Punga Maart a Uba Kaarel (1894)
- Pila-Peteri Testament (1897)
- Rädsep Õhk (1903)
- Kauka jumal (1915)
- Libahunt (1912)